# 黑澤樹雉尾蘚
黑澤樹雉尾蘚（学名：Dendrocyathophorum herzogii）为孔雀蘚科樹雉尾蘚屬下的一个种。